# Lepanthes dicyrtopetala
Lepanthes dicyrtopetala är en orkidéart som beskrevs av Carlyle August Luer och Alexander Charles Hirtz. Lepanthes dicyrtopetala ingår i släktet Lepanthes och familjen orkidéer.
Artens utbredningsområde är Colombia. Inga underarter finns listade i Catalogue of Life.